# GeForce
GeForce é um marca de unidades de processamento gráfico (GPUs) projetada pela Nvidia. A partir da série GeForce 40, houve dezoito iterações do design. Os primeiros produtos GeForce eram GPUs discretas projetadas para placas gráficas adicionais, destinadas ao mercado de jogos para PC de alta margem e, posteriormente, a diversificação da linha de produtos cobriu todas as camadas do mercado gráfico para PC, variando de GPUs sensíveis ao custo integrado em placas-mãe, para placas de varejo add-in convencionais. Mais recentemente, a tecnologia GeForce foi introduzida na linha de processadores de aplicativos incorporados da Nvidia, projetados para handhelds eletrônicos e aparelhos móveis.
Com relação à GPUs discretas, encontrado em placas gráficas add-in, GeForce da Nvidia e Radeon da AMD GPUs são os únicos concorrentes remanescentes no mercado high-end. As GPUs GeForce são muito dominantes no mercado de unidades de processamento gráfico de uso geral (GPGPU) graças à sua arquitetura CUDA proprietária. Espera-se que a GPGPU expanda a funcionalidade da GPU além da rasterização tradicional de gráficos 3D, para transformá-la em um dispositivo de computação de alto desempenho capaz de executar código de programação arbitrário da mesma forma que uma CPU, mas com diferentes pontos fortes (execução altamente paralela de cálculos simples) e pontos fracos (pior desempenho para código de ramificação complexo).

## Origem do nome
O nome "GeForce" originou-se de um concurso realizado pela Nvidia no início de 1999 chamado "Name That Chip". A empresa fez um apelo ao público para nomear o sucessor da linha de placas gráficas RIVA TNT2. Foram mais de 12.000 inscrições recebidas e 7 vencedores receberam uma placa gráfica RIVA TNT2 Ultra como recompensa. Brian Burke, gerente sênior de RP da Nvidia, disse ao Maximum PC em 2002 que "GeForce" originalmente significava "Geometry Force", já que GeForce 256 foi a primeira GPU para computadores pessoais a calcular a geometria de transformação e iluminação, descarregando essa função da CPU.

## Gerações das GPUs GeForce

### GeForce 256
Lançada em 1 de setembro de 1999, a GeForce 256 (NV10) foi o primeiro chip gráfico de PC para o consumidor enviado com transformação de hardware, iluminação e sombreamento, embora os jogos 3D que utilizam esse recurso não tenham aparecido até mais tarde. As placas GeForce 256 iniciais foram enviadas com memória SDR SDRAM e as placas posteriores foram enviadas com memória DDR SDRAM mais rápida.

### GeForce série 2
Lançada em abril de 2000, o primeiro GeForce2 (NV15) foi outro chip gráfico de alto desempenho. A Nvidia mudou para um design de processador de textura dupla por pipeline (4x2), dobrando a taxa de preenchimento da textura por clock em comparação com a GeForce 256. Mais tarde, a Nvidia lançou a GeForce MX (NV11), que oferecia desempenho semelhante à GeForce 256, mas a uma fração do custo. O MX era um valor atraente nos segmentos de mercado de gama baixa/média e era popular entre os fabricantes de PCs OEM. A GeForce 2 Ultra foi o modelo topo de linha desta série.

### GerForce série 3
Lançado em fevereiro de 2001, o GeForce3 (NV20) introduziu vertex e pixel shaders programáveis para a família GeForce e para aceleradores gráficos de nível de consumidor. Ele tinha um bom desempenho geral e suporte a shader, tornando-o popular entre os entusiastas, embora nunca tenha atingido o preço médio. O NV2A desenvolvido para o console de jogo Xbox da Microsoft é um derivado do GeForce 3.

### GerForce série 4
Lançado em fevereiro de 2002, o então high-end GeForce4 Ti (NV25) foi principalmente um refinamento para o GeForce3. Os maiores avanços incluíram melhorias nos recursos de anti-aliasing, um controlador de memória aprimorado, um segundo sombreador de vértice e uma redução do tamanho do processo de fabricação para aumentar a velocidade do clock. Outro membro da família GeForce 4, a econômica GeForce4 MX, era baseada na GeForce2, com a adição de alguns recursos da GeForce4 Ti. Ele visava o segmento de valor do mercado e não tinha pixel shaders. A maioria desses modelos usava a interface AGP 4x, mas alguns começaram a transição para AGP 8x.

### GerForce série FX
Lançada em 2003, a GeForce FX (NV30) foi uma grande mudança na arquitetura em comparação com seus antecessores. A GPU foi projetada não apenas para suportar a nova especificação Shader Model 2, mas também para ter um bom desempenho em títulos mais antigos. No entanto, modelos iniciais como a GeForce FX 5800 Ultra sofreram com o fraco desempenho do shader de ponto flutuante e claro excessivo, o que exigiu soluções de resfriamento de dois slots extremamente barulhentas. Os produtos desta série carregam o número do modelo 5000, já que é a quinta geração da GeForce, embora a Nvidia comercializasse as placas como GeForce FX em vez de GeForce 5 para mostrar "o início da renderização cinematográfica".

### GerForce série 6
Lançada em abril de 2004, a GeForce 6 (NV40) adicionou suporte para Shader Model 3.0 à família GeForce, enquanto corrigia o fraco desempenho do shader de ponto flutuante de seu predecessor. Ele também implementou imagens de alto alcance dinâmico e introduziu a capacidade SLI (Scalable Link Interface) e PureVideo (hardware parcial integrado MPEG-2, VC-1, Windows Media Video e decodificação H.264 e pós-processamento de vídeo totalmente acelerado).

### GerForce série 7
A sétima geração da GeForce (G70/NV47) foi lançada em junho de 2005 e foi a última série de placas de vídeo da Nvidia que poderia suportar o barramento AGP. O design era uma versão refinada do GeForce 6, com as principais melhorias sendo um pipeline alargado e um aumento na velocidade do clock. A GeForce 7 também oferece novos modos de anti-aliasing de transparência superamostragem e multisampling de transparência (TSAA e TMAA). Esses novos modos de anti-aliasing foram habilitados posteriormente para a série GeForce 6 também. A GeForce 7950GT apresentou a GPU de melhor desempenho com uma interface AGP da linha Nvidia. Esta era deu início à transição para a interface PCI-Express.
Uma variante ROP de 128 bits e 8 do 7950 GT, chamada RSX 'Reality Synthesizer', é usada como a GPU principal no PlayStation 3 da Sony.

### GerForce série 8
Lançada em 8 de fevereiro de 2006, a GeForce de oitava geração (originalmente chamada de G80) foi a primeira GPU a suportar totalmente Direct3D 10. Fabricado usando um processo de 90nm e construído em torno da nova microarquitetura Tesla, implementou o modelo de shader unificado. Inicialmente, apenas o modelo 8800GTX foi lançado, enquanto a variante GTS foi lançada com meses de vida na linha de produtos, e levou quase seis meses para que as placas de médio porte e OEM/mainstream fossem integradas à série 8. A matriz foi reduzida para 65nm e uma revisão do design do G80, codinome G92, foi implementada na série 8 com os 8800GS, 8800GT e 8800GTS-512, lançados pela primeira vez em 29 de outubro de 2007, quase um ano inteiro após a liberação inicial do G80.

### GerForce série 9 e 100
O primeiro produto foi lançado em 21 de fevereiro de 2008. Nem mesmo quatro meses mais velho do que o lançamento inicial do G92, todos os designs da série 9 são simplesmente revisões dos produtos da série 8 existentes. A 9800GX2 usa duas GPUs G92, como as usadas nas placas 8800 posteriores, em uma configuração de PCB dupla, mas ainda requer apenas um único slot PCI-Express 16x. O 9800GX2 utiliza dois barramentos de memória 256 bits separados, um para cada GPU e seus respectivos 512 MB de memória, o que equivale a um total de 1 GB de memória no cartão (embora a configuração SLI dos chips necessite espelhar o buffer de quadros entre os dois chips, reduzindo efetivamente pela metade o desempenho da memória de uma configuração de 256bits/512MB). A última 9800GTX apresenta uma única GPU G92, barramento de dados de 256 bits e 512 MB de memória GDDR3.
Antes do lançamento, nenhuma informação concreta era conhecida, exceto que os funcionários alegaram que os produtos da próxima geração tinham quase 1 TFLOPS de poder de processamento com os núcleos da GPU ainda sendo fabricados no processo de 65 nm e relatórios sobre a Nvidia minimizando a importância do Direct3D 10.1. Em março de 2009, várias fontes relataram que a Nvidia tinha lançado discretamente uma nova série de produtos GeForce, nomeadamente a GeForce série 100, que consistem em peças da série 9 rebatizadas. Os produtos da série GeForce 100 não estavam disponíveis para compra individual.

### GeForce série 200 e 300
Com base no processador gráfico GT200 que consiste em 1,4 bilhão de transistores, codinome Tesla, a série 200 foi lançada em 16 de junho de 2008. A próxima geração da série GeForce leva o esquema de nomenclatura de cartão em uma nova direção, substituindo o número de série (como 8800 para placas da série 8) com o sufixo GTX ou GTX (que costumava ir no final dos nomes dos cartões, denotando sua 'classificação' entre outros modelos semelhantes) e, em seguida, adicionando números de modelo, como 260 e 280 depois disso. A série apresente o novo núcleo GT200 em uma matriz de 65nm. Os primeiros produtos foram a GeForce GTX 260 e a mais cara GeForce GTX 280. A GeForce 310 foi lançada em 27 de novembro de 2009, que é uma reformulação da GeForce 210. As placas da série 300 foram renomeadas para GPUs compatíveis com DirectX 10.1 da série 200, que não estavam disponíveis para compra individual.

### GeForce série 400 e 500
Em 7 de abril de 2010, a Nvidia lançou a GeForce GTX 470 e GTX 480, as primeiras placas baseadas na nova arquitetura Fermi, codinome GF100; eles foram os primeiros GPUs da Nvidia a utilizar 1 GB ou mais de memória GDDR5. A GTX 470 e GTX 480 foram duramente criticadas devido ao alto uso de energia, altas temperaturas e ruído muito alto que não foram balanceados pelo desempenho oferecido, embora a GTX 480 fosse a placa DirectX 11 mais rápida desde seu lançamento.
Em novembro de 2010, a Nvidia lançou uma nova GPU carro-chefe baseada em uma arquitetura GF100 aprimorada (GF110) chamada GTX 580. Apresentava maior desempenho, menos utilização de energia, claro e ruído do que a GTX 480 anterior. Esta GPU recebeu análises muito melhores do que a GTX 580. A Nvidia mais tarde também lançou a GTX 590, que embala duas GPUs GF110 em uma única placa.

### GeForce série 600, 700 e 800M

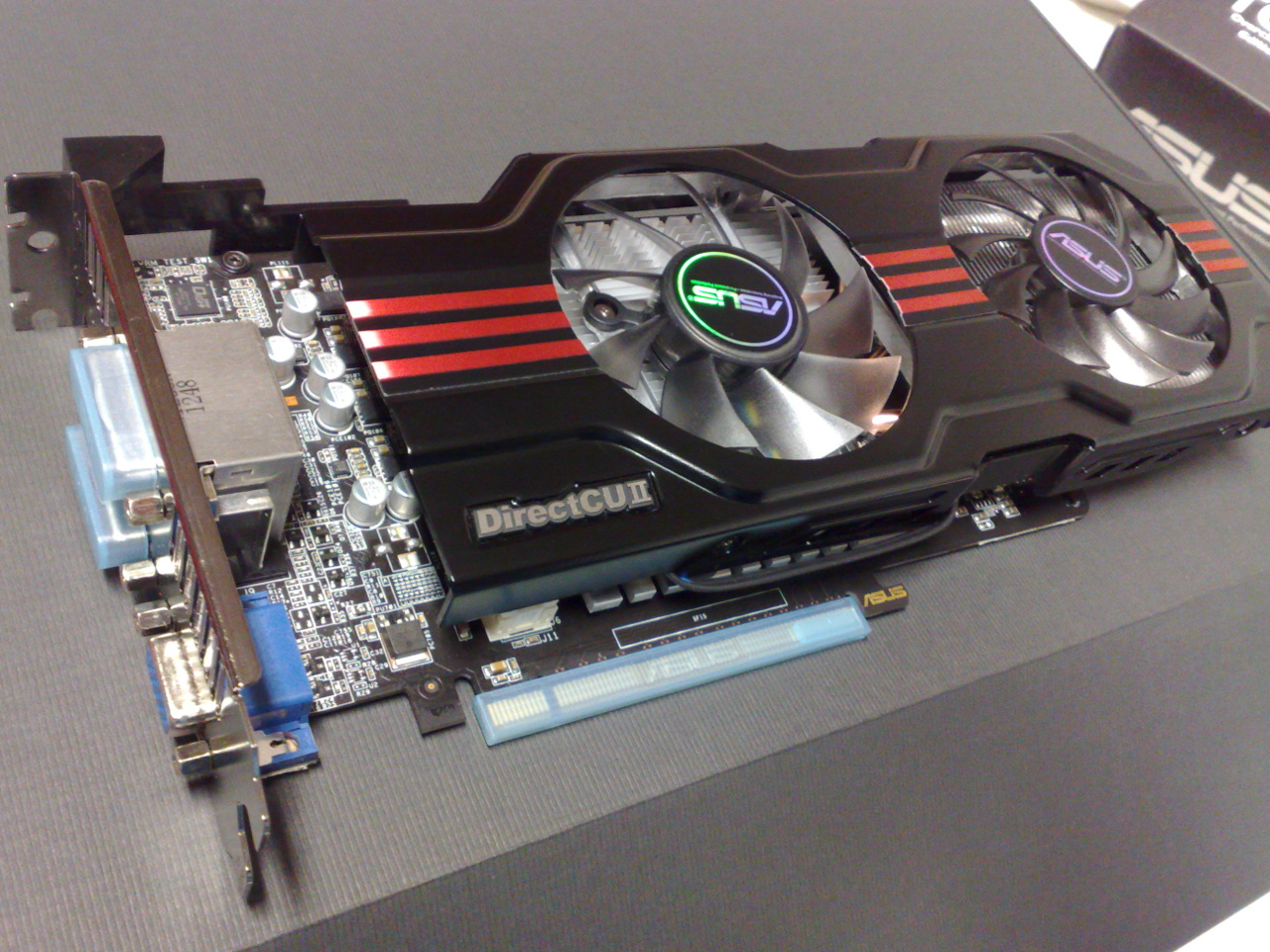
Asus Nvidia GeForce GTX 650 Ti, uma placa de vídeo PCI Express 3.0 ×16

Em setembro de 2010, a Nvidia anunciou que a sucessora da microarquitetura Fermi seria a microarquitetura Kepler, fabricada com o processo de fabricação TSMC de 28nm. Mais cedo, a Nvidia tinha sido contratada para fornecer seus núcleos GK110 topo de gama para uso em Oak Ridge National Laboratory no supercomputador 'Titan', levando a uma escassez de núcleos GK110. Depois que a AMD lançou sua própria atualização anual no início de 2012, a série Radeon HD 7000, a Nvidia começou o lançamento da série GeForce 600 em março de 2012. O núcleo GK104, originalmente destinado ao segmento de gama média de sua linha, tornou-se o carro-chefe GTX 680. Ele introduziu melhorias significativas no desempenho, aquecimento e eficiência de energia em comparação com a arquitetura Fermi e se aproximou do carro-chefe da AMD Radeon HD 7970. Foi rapidamente seguido pelo dual-GK104 GTX 690 e GTX 670, que apresentava apenas um pequeno corte baixou o núcleo do GK104 e teve um desempenho muito próximo do GTX 680.
Com o GTX Titan, a Nvidia também lançou o GPU Boost 2.0, que permitiria que a velocidade do clock da GPU aumentasse indefinidamente até que um limite de temperatura definido pelo usuário fosse atingido sem passar de uma velocidade máxima do ventilador especificada pelo usuário. O lançamento final da série GeForce 600 foi a GTX 650 Ti BOOST baseada no núcleo GK106, em resposta ao lançamento da Radeon HD 7790 da AMD. No final de maio de 2013, a Nvidia anunciou a série 700, que ainda era baseada na arquitetura Kepler, porém apresentava uma placa baseada no GK110 no topo da linha. A GTX 780 foi um Titã ligeiramente reduzido que alcançou quase o mesmo desempenho por dois terços do preço. Ele apresentava o mesmo design avançado de cooler de referência, mas não tinha os núcleos de precisão dupla desbloqueados e estava equipado com 3 GB de memória.
Ao mesmo tempo, a Nvidia anunciou o Shadowplay, uma solução de captura de tela que usava um codificador H.264 integrado embutido na arquitetura Kepler que a Nvidia não havia revelado anteriormente. Ele poderia ser usado para gravar a jogabilidade sem uma de captura e com uma queda de desempenho insignificante em comparação com as soluções de gravação de software, e estava disponível até mesmo nas placas da série GeForce 600 da geração anterior. O software beta para Shadowplay, no entanto, sofreu vários atrasos e não seria lançado até o final de outubro de 2013. Uma semana após o lançamento da GTX 780, a Nvidia anunciou que a GTX 770 seria uma reformulação da GTX 680. Foi seguida pela GTX 760 logo depois, que também era baseada no núcleo GK104 e semelhante à GTX 660 Ti. Não foram definidas mais placas da série 700 para lançamento em 2013, embora a Nvidia tenha anunciado o G-Sync, outro recurso da arquitetura Kepler que a Nvidia não mencionou, o que permitiu à GPU controlar dinamicamente a taxa de atualização dos monitores compatíveis com G-Sync que seriam lançados em 2014, para combater tearing e trepidação. No entanto, em outubro, a AMD lançou o R9 290X, que custava US$100 menos que o GTX 780. Em resposta, a Nvida cortou o preço do GTX 780 em US$150 e lançou o GTX 780 Ti, que apresentava um GK110 de 2880 núcleos completo core ainda mais poderoso do que o GTX Titan, junto com melhorias no sistema de entrega de energia que melhorou o overclocking e conseguiu ficar à frente do novo lançamento da AMD.
A série GeForce 800M consiste em peças das série 700M renomeadas com base na arquitetura Kepler e algumas peças de baixo custo baseadas na arquitetura Maxwell mais recente.

### GeForce série 900
Em março de 2013, a Nvidia anunciou que o sucesso do Kepler seria a microarquitetura Maxwell. Foi lançado em setembro de 2014. Esta foi a última série GeForce a suportar saída de vídeo analógico através de DVI-I.

### GeForce série 10
Em março de 2014, a Nvidia anunciou que o sucessor de Maxwell seria a microarquitetura Pascal; anunciado em 6 de maio de 2016 e lançado em 27de maio de 2016. As melhorias arquitetônicas incluem o seguinte:
- Em Pascal, um SM (multiprocessador sstreaming) consiste em 128 núcleos CUDA. O Kepler empacotou 192, Fermi 32 e Tesla com apenas 8 núcleos CUDA em um SM; o GP100 SM é particionado em dois blocos de processamento, cada um com 32 núcleos CUDA de precisão simples, um buffer de instrução, um agendador de warp, 2 unidades de mapeamento de textura e 2 unidades de despacho.
- GDDR5X - Novo padrão de memória com suporte a taxas de dados de 10 Gbit/s e um controlador de memória atualizado. Apenas Nvidia Titan X (e Titan Xp), GTX 1080, GTX 1080 Ti, e GTX 1060 (versão 6GB) suportam GDDR5X. A GTX 1070 Ti, GTX 1070, GTX 1060 (versão de 3 GB), GTX 1050 Ti e GTX 1050 usam GDDR5.[22]
- Memória unificada - Uma arquitetura de memória, onde a CPU e a GPU podem acessar a memória principal do sistema e a memória da placa de vídeo com a ajuda de uma tecnologia chamada "Mecanismo de migração de página".
- NVLink - Um barramento de alta largura de banda entre a CPU e a GPU, e entre várias GPUs. Permite velocidades de transferência muito mais altas do que as alcançáveis usando PCI Express; estima-se que forneça entre 80 e 200 GB/s.[23][24]
- As operações de ponto flutuante de 16 bits (FP16) podem ser executadas duas vezes mais que as operações de ponto flutuante de 32 bits ("precisão única")[25] e as operações de ponto flutuante de 64 bits ("precisão dupla") executadas em metade da taxa de operações de ponto flutuante de 32 bits (Taxa de Maxwell 1/32).[26]
- Nó de processo mais avançado, TSMC 12 nm em vez do antigo TSMC 28 nm.

### GeForce série 20 e 16
Em agosto de 2018, a Nvidia anunciou a sucessora da GeForce para Pascal. O nome da nova microarquitetura foi revelada como "Turing" na conferência Siggrapg 2018. Esta nova microarquitetura de GPU tem como objetivo acelerar o suporte a ray tracing em tempo real e AI Inferencing. Ele apresenta uma nova unidade de Ray Tracing (RT Core) que pode dedicar processadores ao ray tracing em hardware. Ele suporta a extensão DXR no Microsoft DirectX 12. A Nvidia afirma que a nova arquitetura é até 6 vezes mais rápida do que a arquitetura Pascal mais antiga. Um projeto totalmente novo do núcleo do Tensor desde Volta introduz a aceleração de aprendizado profundo de IA, que permite utilização de DLSS (Deep learning super sampling), uma nova forma de anti-aliasing que usa IA para fornecer imagens mais nítidas com menos impacto no desempenho. Ele também muda sua unidade de execução inteira, que pode ser executada em paralelo com o caminho de dados de ponto flutuante. Uma nova arquitetura de cache unificado que dobra sua largura de banda em comparação com as gerações anteriores também foi anunciada.
As novas GPUs foram reveladas como Quadro RTX 8000, Quadro RTX 6000 e Quadro RTX 5000. A Quadro RTX 8000 de ponta apresenta 4.608 núcleos CUDA e 576 núcleos Tensor com 48 GB de VRAM. Mais tarde, durante a conferência de imprensa da Gamescom, o CEO da Nvidia, Jensen Huang, revelou a nova série GeForce RTX com RTX 2080 Ti, 2080 e 2070 que usará a arquitetura de Turing. Os primeiros cartões Turing foram programados para envio aos consumidores em 20 de setembro de 2018. A Nvidia anunciou o RTX 2060 em 6 de janeiro de 2019 no CES 2019. A Nvidia anunciou o RTX 2060 em 6 de janeiro de 2019, na CES 2019.
Em 2 de julho de 2019, a Nvidia anunciou a linha de placas GeForce RTX Super, uma atualização da série 20 que inclui versões de especificações mais altas do RTX 2060, 2070 e 2080. O RTX 2070 e 2080 foram descontinuados.
Em fevereiro de 2019, a Nvidia anunciou a série GeForce 16. É baseado na mesma arquitetura Turing usada na série GeForce 20, mas omitindo os núcleos Tensor (IA) e RT (ray tracing) exclusivos deste último em favor de fornecer uma solução gráfica mais acessível para os jogadores ao mesmo tempo em que obtém um desempenho superior em comparação com as respectivas placas das gerações anteriores da GeForce.
Como a atualização RTX Super, a Nvidia em 29 de outubro de 2019 anunciou as placas GTX 1650 Super e 1660 Super, que substituíram suas contrapartes não Super.
Em 28 de junho de 2022, a Nvidia lançou discretamente sua placa GTX 1630, destinada a jogadores de baixo custo.

### GeForce série 30
A Nvidia anunciou oficialmente no GeForce Special Event que o sucessor da série GeForce 20 será a série 30, construída na microarquitetura Ampere. O GeForce Special Event apresentado ocorreu em 1 de setembro de 2020 e definiu 17 de setembro como a data de lançamento oficial para a GPU RTX 3080, 24 de setembro como a data de lançamento para a GPU RTX 3090 e outubro para a GPU RTX 3070. Com o lançamento mais recente da GPU sendo o RTX 3090 Ti. O RTX 3090 Ti é a GPU Nvidia de ponta na microarquitetura Ampere, possui uma matriz GA102 totalmente desbloqueada construída no nó de 8 nm, da Samsung, devido à escassez de suprimentos com TSMC. O RTX 3090 Ti possui 10.752 núcleos CUDA, 336 núcleos Tensor e unidades de mapeamento de textura, 112 ROPs, 84 núcleos RT e 24 gigabytes de memória GDDR6X com um barramento de 384 bits. Quando comparado com o RTX 2080 Ti, o 3090 Ti possui 6.400 núcleos CUDA a mais. Devido à escassez global de chips, a série 30 foi controversa como cambistas e a alta demanda fez com que os preços da GPU disparassem para a série 30 e a série AMD RX 6000.

### GeForce série 40
Em 20 de setembro de 2022, a NVIDIA anunciou suas placas GeForce 40 Series. Estes saíram como o RTX 4090, em 12 de outubro de 2022, o RTX 4080, em 16 de novembro de 2022, o RTX 4070 Ti, em 3 de janeiro de 2023, e o RTX 4070, em 13 de abril de 2023. Mais series 40 serão lançadas este ano, como a RTX 4060 e a RTX 4050. Eles são construídos na arquitetura Ada Lovelace, com os números de peça atuais sendo "AD102", "AD103" e "AD104". O RTX 4090 é atualmente o chip mais rápido para o mercado mainstream lançado por uma grande empresa, composto por cerca de 16.384 núcleos CUDA, boost clocks de 2,2 / 2,5 GHz, 24 GB de GDDR6X, um barramento de memória de 384 bits, 128 núcleos 3rd gen RT, 512 núcleos Tensor de 4ª geração, DLSS 3.0 e um TDP de 450W. Espera-se que a NVIDIA lance um novo TITAN RTX, ou um RTX 4090 Ti, por volta de 2023-4.

## Variantes

### GPUs mobile

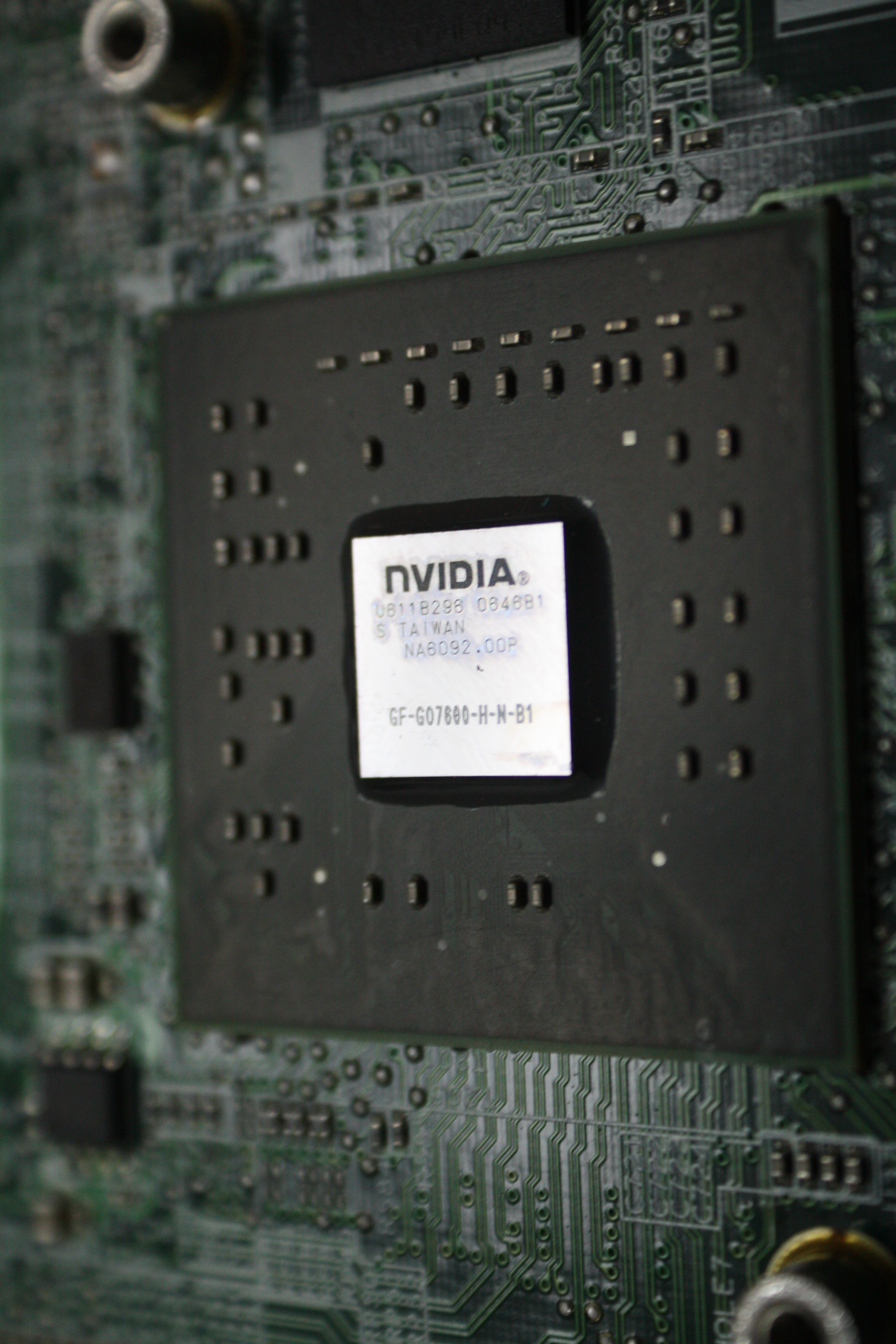
Chip GeForce integrado na placa-mãe de um laptop

Desde a série GeForce 2, a Nvidia produziu vários chipsets gráficos para notebooks com a marca GeForce Go. A maioria dos recursos presentes nas contrapartes de desktop estão presentes nos móveis. Essas GPUs são geralmente otimizadas para menor consumo de energia e menor saída de calor para serem usadas em notebooks e desktops pequenos.
Começando com a série GeForce 8, a marca GeForce Go foi interrompido e as GPUs móveis foram integrados com a principal linha de GPUs GeForce, mas seu nome sufixo com um M. Isso terminou em 2016 com o lançamento do notebook GeForce série 10 - a Nvidia abandonou o sufixo M, optando por unificar a marca entre suas ofertas de GPU de desktop e laptop, já que as GPUs Pascal de notebook são quase tão poderosas quanto suas contrapartes de desktop (algo com que a Nvidia testou sua GPU GTX 980 para notebook "classe desktop" em 2015).
A marca GeForce MX, anteriormente usada pela Nvidia para suas GPUs de desktop de nível básico, foi revivida em 2017 com o lançamento da GeForce MX150 para notebooks. O MX150 é baseado no mesmo GPU Pascal GP108 usado no desktop GT 1030, e foi discretamente lançado em junho de 2017.

### GPUs de fator de forma pequeno
Semelhante às GPUs móveis, a Nvidia também lançou algumas GPUs no formato de "fator de forma pequeno", para uso em desktops all-in-one. Essas GPUs são sufixadas com um S, semelhante ao M usado para produtos móveis.

### GPUs integradas em placa-mãe de desktop
Começando com nForce 4, Nvidia começou a incluir soluções gráficas onboard em seus chipsets de placa-mãe. Essas soluções gráficas integradas foram chamadas de mGPUS (GPUs da placa-mãe). Nvidia descontinuou a linha nForce, incluindo esses mGPUs, em 2009.
Depois que a linha nForce foi descontinuada, a Nvidia lançou sua linha Ion em 2009, que consistia em um CPU Intel Atom associada a uma GPU de baixo custo da série GeForce 9, fixada na placa-mãe. A Nvidia lançou um Ion 2 atualizado em 2010, desta vez contendo uma GPU GeForce série 300 de baixo custo.

## Nomenclatura
Da série GeForce 4 até a série GeForce 9, o esquema de nomenclatura abaixo é usado.
| Categoria de placa gráfica | Intervalo numérico | Sufixo                                                                                  | Faixa de preço (USD) | Quantidade de Shader | Memória     | Memória               | Memória | Produtos de exemplo             |
| Categoria de placa gráfica | Intervalo numérico | Sufixo                                                                                  | Faixa de preço (USD) | Quantidade de Shader | Modelo      | Largura do barramento | Tamanho | Produtos de exemplo             |
| -------------------------- | ------------------ | --------------------------------------------------------------------------------------- | -------------------- | -------------------- | ----------- | --------------------- | ------- | ------------------------------- |
| Nível de entrada           | 000–550            | SE, LE, sem sufixo, GS, GT, Ultra                                                       | < $100               | < 25%                | DDR, DDR2   | 25–50%                | ~25%    | GeForce 9400GT, GeForce 9500GT  |
| Intervalo médio            | 600–750            | VE, LE, XT, sem sufixo, GS, GSO, GT, GTS, Ultra                                         | $100–175             | 25–50%               | DDR2, GDDR3 | 50–75%                | 50–75%  | GeForce 9600GT, GeForce 9600GSO |
| Topo de linha              | 800–950            | VE, LE, ZT, XT, sem sufixo, GS, GSO, GT, GTO, GTS, GTX, GTX+, Ultra, Ultra Extreme, GX2 | > $175               | 50–100%              | GDDR3       | 75–100%               | 50–100% | GeForce 9800GT, GeForce 9800GTX |

Desde o lançamento da série GeForce 100 de GPUs, a Nvidia mudou seu esquema de nomenclatura de produto para o esquema abaixo.
| Categoria de placa gráfica | Prefixo            | Intervalo número (últimos 2 digitos) | Faixa de preço (USD) | Quantidade de shader | Memória                      | Memória               | Memória | Produtos de exemplo                                          |
| Categoria de placa gráfica | Prefixo            | Intervalo número (últimos 2 digitos) | Faixa de preço (USD) | Quantidade de shader | Modelo                       | Largura do barramento | Tamanho | Produtos de exemplo                                          |
| -------------------------- | ------------------ | ------------------------------------ | -------------------- | -------------------- | ---------------------------- | --------------------- | ------- | ------------------------------------------------------------ |
| Nível de entrada           | sem prefixo, G, GT | 00–45                                | < $100               | < 25%                | DDR2, GDDR3, GDDR5, DDR4     | 25–50%                | ~25%    | GeForce GT 430, GeForce GT 730, GeForce GT 1030              |
| Intervalo médio            | GTS, GTX, RTX      | 50–65                                | $100–300             | 25–50%               | GDDR3, GDDR5(X), GDDR6       | 50–75%                | 50–100% | GeForce GTX 760, GeForce GTX 960, GeForce GTX 1060(6GB)      |
| Topo de linha              | GTX, RTX           | 70–95                                | > $300               | 50–100%              | GDDR5, GDDR5X, GDDR6, GDDR6X | 75–100%               | 75–100% | GeForce GTX 980 Ti, GeForce GTX 1080 Ti, GeForce RTX 2080 Ti |

1. ↑  Os sufixos indicam sua camada de desempenho e os listados estão em ordem do mais fraco para o mais poderoso. Sufixos de categorias menores ainda podem ser usados em placas de alto desempenho, por exemplo: GeForce 8800 GT.
2. 1 2  Faixa de preços de aplicas apenas à geração mais recente e é uma generalizção baseada em padrões de preços.
3. 1 2  Quantidade de shaders compara o número de pipelines ou unidades de shaders naquele intervalo de modelo específico com o modelo mais alto possível na geração.

- Placas anteriores, como a GeForce4, seguem um padrão semelhante.
- cf. Gráfico de desempenho da Nvidia aqui.

## Drivers de dispositivos gráficos

### Proprietário
A Nvidia desenvolve e publica drivers GeForce para Windows 10 x86/x86-64 e posterior, Linux x86/x86-64/ARMv7-A, OS X 10.5 e posterior, Solaris x86/x86-64 e FreeBSD x86/x86-64. Uma versão atual pode ser baixada da Nvidia e a maioria das distribuições Linux a contém em seus próprios repositórios. O driver 340.24 da Nvidia GeForce de 8 de julho de 2014 oferece suporte à interface EGL, permitindo o suporte para Wayland em conjunto com este driver. Isso pode ser diferente para a Nvidia Quadro, que é baseada em hardware idêntico, mas possui drivers de dispositivos gráficos com certificação OpenGL.
O suporte básico para a interface de configuração do modo DRM na forma de um novo módulo de kernel denominado nvidia-modeset.ko está disponível desde a versão 358.09 beta. O controlador de vídeo da Nvidia de suporte nas GPUs suportadas é centralizada em nvidia-modeset.ko. As interações de exibição tradicionais (Modosets X11, OpenGL SwapBuffers, apresentação VDPAU, SLI, stereo, framelock, G-Sync, etc.) iniciam a partir de vários componentes de driver do modo de usuário e fluem para nvidia-modeset.ko.
No mesmo dia em que a API gráfica Vulkan foi lançada publicamente, a Nvidia lançou drivers que a suportavam totalmente.
Driver legado:
- O driver 71.x da GeForce oferece suporte para RIVA TNT, RIVA TNT2, GeForce 256 e GeForce 2
- O driver 96.x da GeForce oferece suporte para as séries GeForce 2, GeForce 3 e GeForce 4
- O driver 173.x da GeForce oferece suporte para a série GeForce FX
- O driver 304.x da GeForce oferece suporte para as séries GeForce 6 e GeForce 7
- O driver 340.x da GeForce oferece suporte para Tesla 1 e 2, ou seja, série GeForce 8 - série GeForce 300
- O driver 390.x da GeForce oferece suporte para Fermi, ou seja, GeForce 400 - GeForce 500

Normalmente, um driver legado oferece suporte para GPUs mais novas também, mas como as GPUs mais novas são suportadas por números de driver GeForce mais recentes, que regularmente fornecem mais recursos e melhor suporte, o usuário final é incentivado a sempre usar o número de driver mais alto possível.
Driver atual:
- O driver GeForce mais recente oferece suporte para GPUs Kepler, Maxwell -, Pascal e Turing.

### Gratuito e de código aberto
Drivers criados pela comunidade, gratuitos e de código aberto existem como uma alternativa aos drivers lançados pela Nvidia. Os drivers de código aberto são desenvolvidos principalmente para Linux, no entanto pode haver portas para outros sistemas operacionais. O driver alternativo mais proeminente é o driver de dispositivo gráfico gratuito de código aberto e de engenharia reversa nouveau. A Nvidia anunciou publicamente não fornecer nenhum suporte para tais drivers de dispositivos adicionais para seus produtos, embora a Nvidia tenha contribuído com código para o driver Nouveau.
Drivers gratuitos e de código aberto suportam uma grande parte (mas não todos) dos recursos disponíveis nas placas da marca GeForce. Por exemplo, a partir de janeiro de 2014, o driver nouveau não tem suporte parar os ajustes de frequência de clock da GPU e da memória e para gerenciamento de energia dinâmico associado. Além disso, os drivers proprietários da Nvidia consistentemente têm um desempenho melhor do que o nouveau em vários benchmarks. No entanto, a partir de agosto de 2014 e versão 3.16 da linha principal do kernel Linux, as contribuições da Nvidia permitiram a implementação de suporte parcial para GPU e ajustes de frequência de clock de memória.[carece de fontes?]

### Problemas de licenciamento e privacidade
A licença tem termos comuns contra engenharia reversa e cópia, e isenta de garantias e responsabilidades.
A partir de 2016, a licença GeFORCE diz que a Nvidia "SOFTWARE pode acessar, coletar informações não pessoalmente identificáveis sobre, atualizar e configurar o sistema do Cliente para otimizar adequadamente esse sistema para uso com o SOFTWARE." O aviso de privacidade continua dizendo: "Não podemos responder aos sinais de "Não rastrear" definidos por um navegador no momento. Também permitimos que redes de publicidade on-line de terceiros e empresas de mídia social coletem informações. Podemos combinar as informações pessoais que coletamos sobre você com as informações de navegação e rastreamento coletadas por essas tecnologias [cookies e beacons]."
O software configura o sistema do usuário para otimizar seu uso, e a licença diz: "A NVIDIA não terá responsabilidade por nenhum dano ou perda de tal sistema (incluindo perda de dados ou acesso) decorrente de ou relacionado(a) a quaisquer alterações na configuração, configurações de aplicativo, variáveis de ambiente, registro, drivers, BIOS, ou outros atributos do sistema (ou qualquer parte de tal sistema) iniciados por meio do SOFTWARE".

### GeForce Experience
Até a atualização de 26 de março de 2019, os usuários de GeForce Experience eram vulneráveis à execução de código, negação de serviço e ataques de escalonamento de privilégios.